# دولة أولى بالرعاية

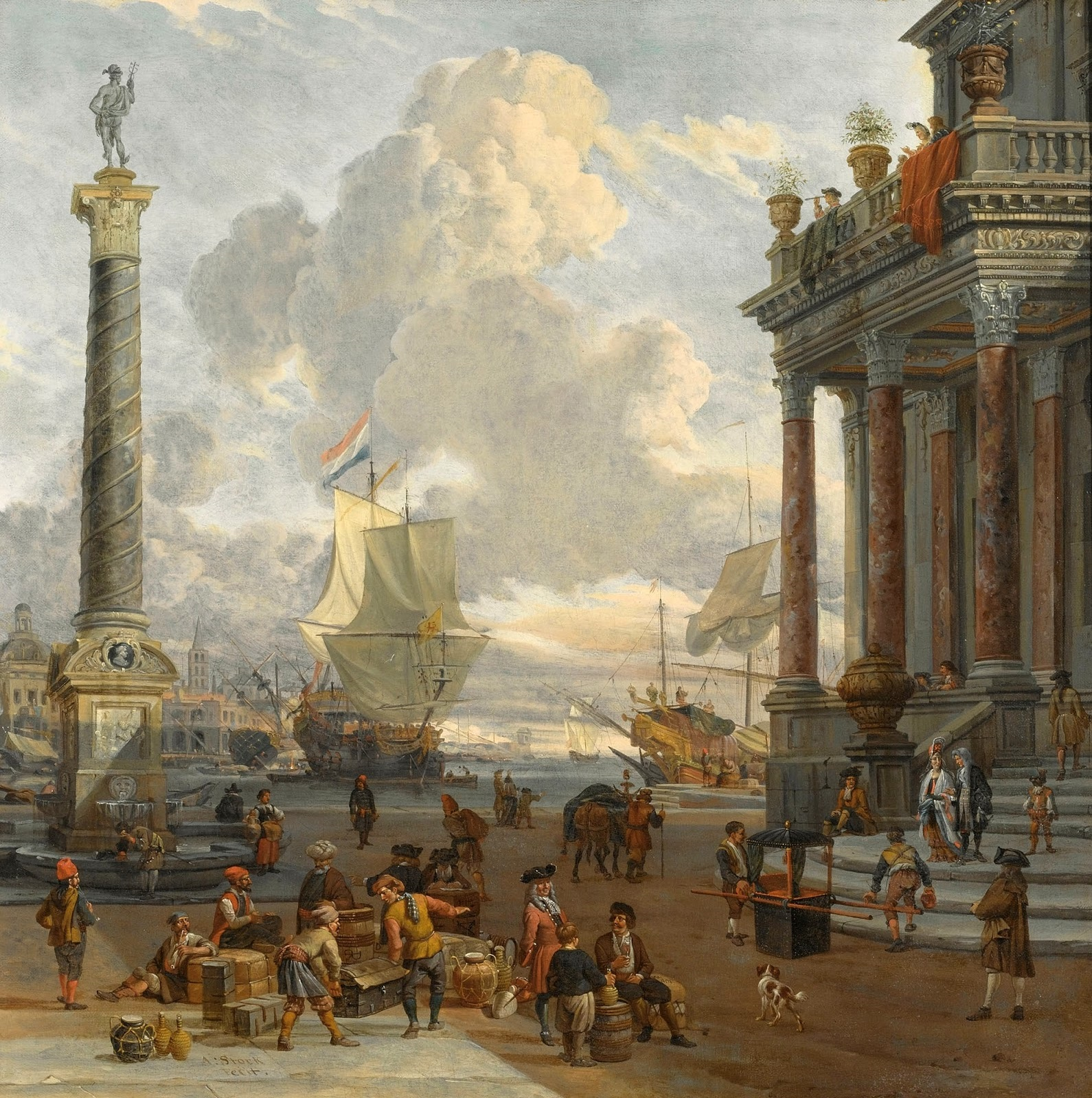

دولة الأعلى أفضلية هو الوضع الذي منحته دولة واحدة إلى أخرى في التجارة الدولية. وهو ما يعني أن الدولة المستقبلة ستمنح جميع المزايا التجارية - مثل التعريفات الجمركية منخفضة - إلى أية أمة أخرى لها هذا الوضع أيضا. و بمعنى أخر، لا يمكن معاملة دولة بهذا الوضع أكثر سوءا من أي دولة أخرى بهذا الوضع. و في الولايات المتحدة، تسمى علاقات تجارية طبيعية دائمة.
يجب علي أعضاء منظمة التجارة العالمية، والتي تشمل جميع الدول المتقدمة ، على منح وضع «دولة الأعلى أفضلية» إلى كل الأعضاء الآخرين. و يسمح ببعض الاستثناءات للبلدان النامية و مناطق التجارة الحرة الإقليمية و الاتحادات الجمركية. جنبا إلى جنب مع مبدأ المعاملة الوطنية يعتبر مبدأ الدولة الأعلى أفضلية هو واحد من الركائز الأساسية لقانون التجارة لمنظمة التجارة العالمية.
مبدأ دولة الأعلى أفضلية يأتي علي النقيض من العلاقات المتبادلة ، ففي العلاقات المتبادلة يمنح امتياز خاص من طرف واحد فقط و يمتد إلى الأطراف الأخرى الذين يحصلون على هذه الامتيازات، بدلا من أن جميع الأطراف تملك نفس الامتيازات وذلك من خلال مبدأ دولة الأعلى أفضلية.